# طوبا یورت
طوبا یورت (زادهٔ ۲ سپتامبر ۱۹۸۷) خواننده اهل ترکیه است.

## اوایل زندگی
یورت در بلژیک زاده شد، به دلیل اینکه پدرش در آنجا کار می‌کرد، اما خانواده‌اش وقتی که او فقط هشت ماهش بود، به شهر گملیک در استان بورسا بازگشتند. وی تحصیل کردهٔ دانشگاه بورسا اولوداغ است.

## حرفه
در ۳۰ آوریل ۲۰۱۴، نسخه بازسازی شده آهنگ «Sakin Ol» با خوانندگی یورت و آهنگسازی و تنظیم دوغوکان مانچو منتشر شد. که نسخه اصلی آن در سال ۱۹۹۴ با خوانندگی سرتاب ارنر و ترانه‌سرایی و آهنگسازی سزن آکسو و اوزای هپاری منتشر شده بود. موزیک ویدئوی آن توسط کمال باشبوغ کارگردانی شده و احمد کورال و مراد جمجیر بازیگران فیلم Kardeş Payı در ویدئو حضور داشتند. این ویدئو بیش از ۱۲۰ میلیون بار در یوتیوب دیده شد، و به یکی از پربازدیدترین ویدئو کلیپ‌ها در ترکیه در ۲۰۱۴ تبدیل شد. مدتی بعد در ۲ سپتامبر همان سال، یورت موزیک ویدئوی جدیدش را برای آهنگ «Aşk Sanmışız» منتشر کرد، که ترانه‌سرایی و آهنگسازی آن را گوکهان اوزن بر عهده داشت. در تابستان ۲۰۱۵، و در ۲۷ مه، وی آهنگ جدیدش را با نام «Oh Oh» زیر نظر شرکت دی‌ام‌سی منتشر کرد. که بازخوانی آهنگی از سزن آکسو به همین نام بود. سرکان بالکان تنظیم‌کنندهٔ آهنگ بود، در حالی که دیوید شابوی نسخه ریمیکس آن را ساخت. فیلم‌برداری موزیک ویدئو توسط مصطفی اوزن به همراه یک گروه در کارگاه بیکوز کوندورا انجام شد. یک جمعیت ۸۵ نفره یورت را در حین فیلم‌برداری همراهی می‌کردند. در ۲۰۱۵، تک‌آهنگ جدیدش به نام «Aklımda Sorular Var» توسط شرکت دی‌ام‌سی تهیه و منتشر شد. عثمان حکیم‌اوغلو ترانه‌سرای کار بوده و آهنگسازی آن را اندر چابوکر بر عهده داشت. مراد کوچوک کارگردان موزیک ویدئوی آهنگ «Aklımda Sorular Var» بود، که در درختستان آتاتورک فیلم‌برداری شد. و پس از آن در همان سال، یورت تک‌آهنگ دیگری را به نام «Güç Bende Artık» منتشر کرد. این آهنگ توسط اونور و آلپر نارمان نوشته و ساخته شده‌است، و مراد جوکر کارگردان موزیک ویدئوی آن بوده‌است. در مارس ۲۰۱۷، تک‌آهنگ جدیدش به نام «Destur»، با ترانه‌سرایی دنیز ارتن و آهنگسازی تویلان کایا، منتشر شد. یورت سپس فعالیت خود را با انتشار تک‌آهنگ‌های «İnceden İnceden» در سال ۲۰۱۷، «Yine Sev Yine» و «Masal» در سال ۲۰۱۸ ادامه داد، و پس از آن، وی اولین آلبوم استودیویی‌اش را به نام Sığınak، در نوامبر ۲۰۱۹ منتشر کرد.

## زندگی شخصی
یورت تا ژانویه ۲۰۲۰ با جنک شاهین، بازیکن فوتبال در رابطه بود.

## ترانه‌شناسی
آلبوم‌ها
| سال  | نام     | تهیه‌کننده |
| ---- | ------- | --------- |
| ۲۰۱۹ | Sığınak | دی‌ام‌سی    |

آلبوم‌های چندآهنگه
| سال  | نام          | تهیه‌کننده    |
| ---- | ------------ | ------------ |
| ۲۰۱۳ | Aşk'a Emanet | ۳ آدیم موزیک |

تک‌آهنگ‌ها
| سال  | نام                     | تهیه‌کننده    |
| ---- | ----------------------- | ------------ |
| ۲۰۱۴ | "Sakin Ol!"             | امره موزیک   |
| ۲۰۱۴ | "Aşk Sanmışız"          | ۳ آدیم موزیک |
| ۲۰۱۵ | "Oh Oh"                 | دی‌ام‌سی       |
| ۲۰۱۵ | "Aklımda Sorular Var"   | دی‌ام‌سی       |
| ۲۰۱۶ | "Güç Bende Artık"       | دی‌ام‌سی       |
| ۲۰۱۷ | "Destur"                | دی‌ام‌سی       |
| ۲۰۱۷ | "İnceden İnceden"       | دی‌ام‌سی       |
| ۲۰۱۸ | "Yine Sev Yine"         | دی‌ام‌سی       |
| ۲۰۱۸ | "Masal"                 | دی‌ام‌سی       |
| ۲۰۱۹ | Vurkaç (آکوستیک)        | دی‌ام‌سی       |
| ۲۰۲۱ | Canımsın Sen (آکوستیک)  | نویا         |
| ۲۰۲۱ | Kış Gülleri (آکوستیک)   | نویا         |
| ۲۰۲۱ | Herkes Yaralı (آکوستیک) | نویا         |
| ۲۰۲۱ | Zalim (آکوستیک)         | نویا         |
| ۲۰۲۱ | Boş Yere (آکوستیک)      | نویا         |
| ۲۰۲۱ | Söyle (آکوستیک)         | نویا         |
| ۲۰۲۱ | Sensiz Olamam (آکوستیک) | نویا         |
| ۲۰۲۱ | Benim O                 | دی‌ام‌سی       |

موزیک ویدئوها
| سال  | نام                                   | کارگردان                       |
| ---- | ------------------------------------- | ------------------------------ |
| ۲۰۱۳ | Ağır Yaralı                           | لارا ساییلگان                  |
| ۲۰۱۴ | Sakin Ol                              | کمال باشبوغ                    |
| ۲۰۱۴ | Aşk Sanmışız                          | کمال باشبوغ                    |
| ۲۰۱۵ | Oh Oh                                 | مصطفی اوزن                     |
| ۲۰۱۵ | Aklımda Sorular Var                   | مراد کوچوک                     |
| ۲۰۱۶ | Güç Bende Artık                       | مراد جوکر                      |
| ۲۰۱۷ | Destur                                | مراد جوکر                      |
| ۲۰۱۷ | İnceden İnceden                       | مراد جوکر                      |
| ۲۰۱۸ | Yine Sev Yine                         | گلشن آیبابا                    |
| ۲۰۱۸ | Masal                                 | مراد جوکر                      |
| ۲۰۱۹ | Vurkaç                                | الیف دمیرالپ و بوراک کیلیچکایا |
| ۲۰۱۹ | Güller Ülkesi Damascena (موسیقی فیلم) | ارکان ناس                      |
| ۲۰۲۰ | Yas                                   | طوبا یورت                      |
| ۲۰۲۰ | Taş Yürek                             | مصطفی اوزن                     |
| ۲۰۲۰ | Geliyo Geliyo                         | مصطفی اوزن                     |
| ۲۰۲۰ | Sığınak                               | مصطفی اوزن                     |
| ۲۰۲۱ | Benim O                               | مراد جوکر                      |